# Borisowo (Kraj Ałtajski)
Borisowo (ros. Борисово) – wieś w Rosji, w Kraju Ałtajskim, w rejonie zalesowskim. W 2010 liczyła 751 mieszkańców.